# Wolfgang Röhring
Wolfgang Röhring (* 12. Januar 1947 in Güstrow, Mecklenburg-Vorpommern) ist ein ehemaliger deutscher Fußballspieler. Der Mittelfeldspieler des SV Alsenborn gewann mit seinem Heimatverein dreimal in Folge in den Jahren 1968 bis 1970 die Meisterschaft der damals zweitklassigen Fußball-Regionalliga Südwest.

## Statistik
Position: Mittelfeld, linker Läufer
| Saison  | Mannschaft    | Liga                   | Platz   | Bemerkungen                                     |
| ------- | ------------- | ---------------------- | ------- | ----------------------------------------------- |
| 1964/65 | SV Alsenborn  | 1. Amateurliga Südwest | Meister | als A-Jugendspieler                             |
| 1965/66 | SV Alsenborn  | Regionalliga Südwest   | 5.      |                                                 |
| 1966/67 | SV Alsenborn  | Regionalliga Südwest   | 8.      | 7 Spiele Südwest-Junioren-Auswahl; 24 RL-Spiele |
| 1967/68 | SV Alsenborn  | Regionalliga Südwest   | Meister | 29 RL-Spiele/1 Tor; 8 Aufstiegsspiele, 1 Tor    |
| 1968/69 | SV Alsenborn  | Regionalliga Südwest   | Meister | 30 RL-Spiele/5 Tore; 7 Aufstiegsspiele, 4 Tore  |
| 1969/70 | SV Alsenborn  | Regionalliga Südwest   | Meister | 24 RL-Spiele/5 Tore; 8 Aufstiegsspiele, 2 Tore  |
| 1970/71 | SV Alsenborn  | Regionalliga Südwest   | 5.      | 26 RL-Spiele/4 Tore                             |
| 1971/72 | SV Alsenborn  | Regionalliga Südwest   | 3.      | 25 RL-Spiele/8 Tore                             |
| 1972/73 | SV Alsenborn  | Regionalliga Südwest   | 8.      | 20 RL-Spiele/4 Tore                             |
| 1973/74 | VFR Grünstadt | 2. Amateurliga Südwest | Meister | als Spielertrainer Aufstieg knapp verpasst      |

## Persönliche Erfolge
Wolfgang Röhring war der einzige Spieler, der es aus der Jugend des SV Alsenborn in die 1. Mannschaft schaffte, die dann in den Jahren 1968, 1969 und 1970 Meister der Regionalliga Südwest wurde.
In der Aufstiegsrunde der Saison 1967/68 schoss er im Berliner Olympiastadion vor 85000 Zuschauern im Spiel gegen Hertha BSC das Tor zum 1:1-Endstand. Es sollte das einzige Heimgegentor der Herthaner in dieser Aufstiegsrunde bleiben, die nach diesem Spiel in die Bundesliga aufstiegen.
In einem Freundschaftsspiel des damaligen Regionalligatabellenführers SV Alsenborn gegen den in Bestbesetzung antretenden Bundesligisten 1. FC Kaiserslautern schoss er beide Tore zum 2:1-Sieg.